# 岩城みなと駅
岩城みなと駅（いわきみなとえき）は、秋田県由利本荘市岩城道川字水呑場（みずのみば）にある、東日本旅客鉄道（JR東日本）羽越本線の駅である。

## 歴史
- 2001年（平成13年）12月1日：東日本旅客鉄道の駅として、旧・由利郡岩城町に開業[2]。
- 2023年（令和5年）3月18日：由利本荘市による乗車券委託販売（簡易委託）の受託を解除し、終日無人化[3]。
- 2024年（令和6年）10月1日：えきねっとQチケのサービスを開始[1][4]。

## 駅構造
単式ホーム1面1線を有する地上駅である。当駅での列車交換はできないため、両隣の駅・信号場で行われるが、新津方には二古信号場への場内進入確認を促す看板がある。
羽後本荘駅管理の無人駅で、乗車駅証明書発行機が設置されている。
駅前には市施設と共用で、道の駅の駐車場とは別の広い駐車場がある。

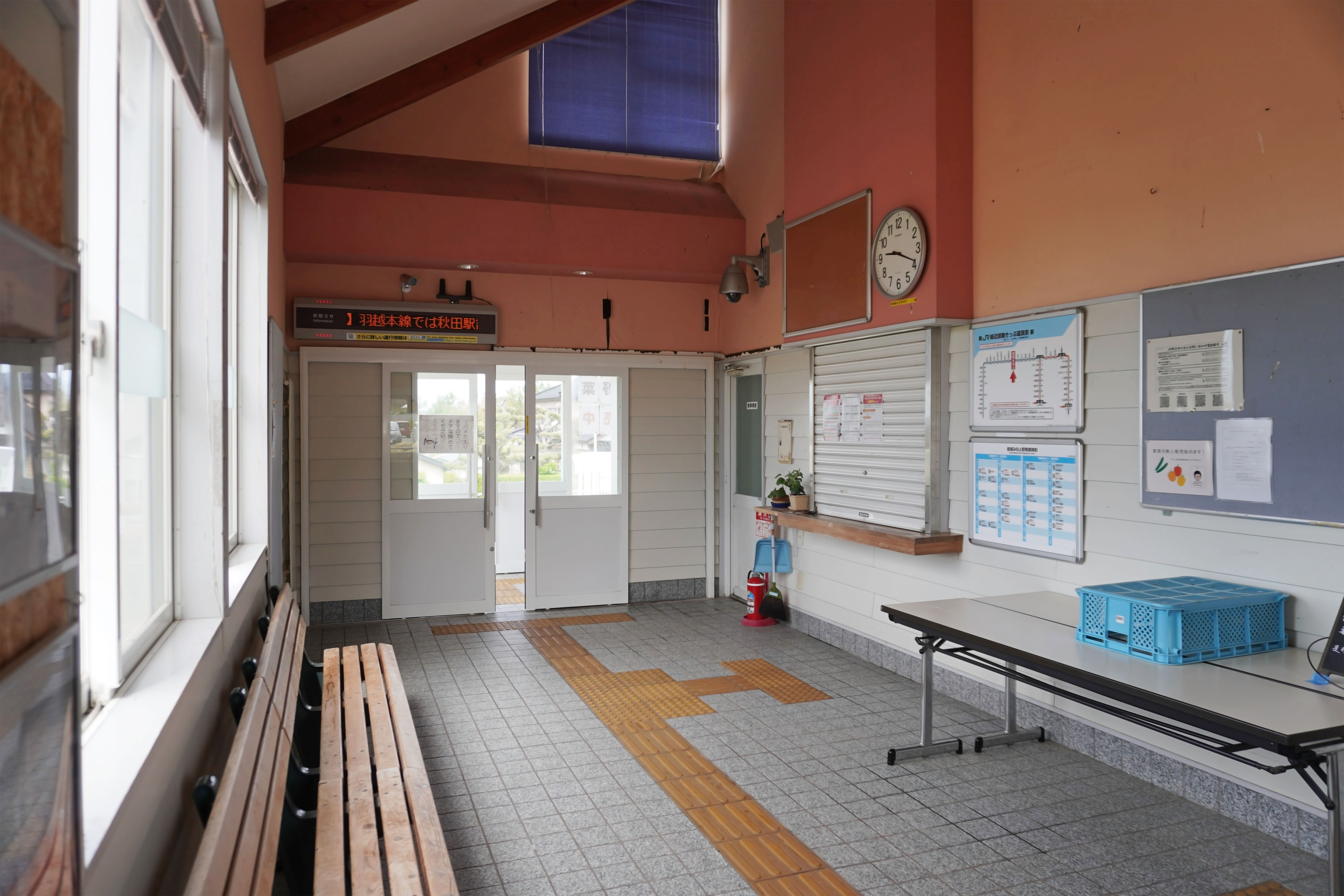
駅舎内（2024年5月）
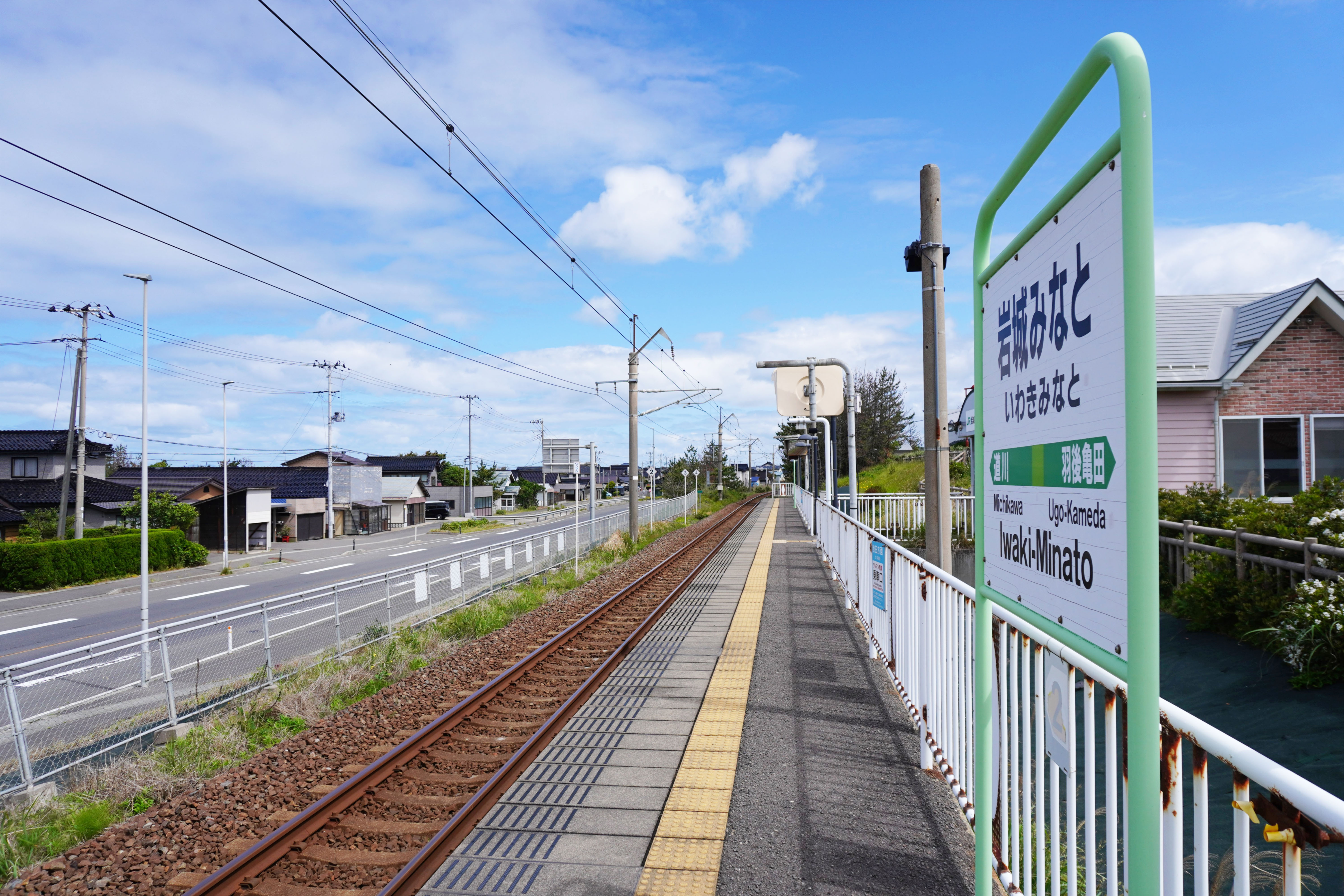
ホーム（2024年5月）

## 利用状況
JR東日本によると、開業後から2021年度（令和3年度）までの1日平均乗車人員の推移は以下のとおりであった。
| 1日平均乗車人員推移 | 1日平均乗車人員推移 | 1日平均乗車人員推移 | 1日平均乗車人員推移 | 1日平均乗車人員推移 |
| 年度                | 定期外              | 定期                | 合計                | 出典                |
| ------------------- | ------------------- | ------------------- | ------------------- | ------------------- |
| 2001年（平成13年）  |                     |                     | 61                  | [ 利用客数 1 ]      |
| 2002年（平成14年）  |                     |                     | 74                  | [ 利用客数 2 ]      |
| 2003年（平成15年）  |                     |                     | 90                  | [ 利用客数 3 ]      |
| 2004年（平成16年）  |                     |                     | 102                 | [ 利用客数 4 ]      |
| 2005年（平成17年）  |                     |                     | 108                 | [ 利用客数 5 ]      |
| 2006年（平成18年）  |                     |                     | 120                 | [ 利用客数 6 ]      |
| 2007年（平成19年）  |                     |                     | 134                 | [ 利用客数 7 ]      |
| 2008年（平成20年）  |                     |                     | 141                 | [ 利用客数 8 ]      |
| 2009年（平成21年）  |                     |                     | 126                 | [ 利用客数 9 ]      |
| 2010年（平成22年）  |                     |                     | 125                 | [ 利用客数 10 ]     |
| 2011年（平成23年）  |                     |                     | 120                 | [ 利用客数 11 ]     |
| 2012年（平成24年）  | 27                  | 83                  | 110                 | [ 利用客数 12 ]     |
| 2013年（平成25年）  | 26                  | 89                  | 116                 | [ 利用客数 13 ]     |
| 2014年（平成26年）  | 27                  | 78                  | 105                 | [ 利用客数 14 ]     |
| 2015年（平成27年）  | 31                  | 73                  | 105                 | [ 利用客数 15 ]     |
| 2016年（平成28年）  | 28                  | 69                  | 98                  | [ 利用客数 16 ]     |
| 2017年（平成29年）  | 27                  | 70                  | 97                  | [ 利用客数 17 ]     |
| 2018年（平成30年）  | 27                  | 73                  | 101                 | [ 利用客数 18 ]     |
| 2019年（令和元年）  | 24                  | 67                  | 92                  | [ 利用客数 19 ]     |
| 2020年（令和02年）  | 13                  | 55                  | 69                  | [ 利用客数 20 ]     |
| 2021年（令和03年）  | 15                  | 53                  | 68                  | [ 利用客数 21 ]     |

## 駅周辺
駅周辺は旧・岩城町の中心地である。
- 国道7号
- 道の駅岩城
- 由利本荘市役所岩城総合支所（旧・岩城町役場）
  - 秋田しんせい農業協同組合岩城支店
- 日本海東北自動車道 岩城インターチェンジ
- 秋田県道44号雄和岩城線
- 羽後信用金庫岩城支店

## 隣の駅
東日本旅客鉄道（JR東日本）
■羽越本線
羽後亀田駅 - （二古信号場） - 岩城みなと駅 - 道川駅

### 記事本文
1. 1 2 3 4 5  「駅の情報（岩城みなと駅）：JR東日本」東日本旅客鉄道。2024年8月27日時点のオリジナルよりアーカイブ。2024年9月7日閲覧。
2. 1 2 3  「JR年表」『JR気動車客車編成表 '02年版』ジェー・アール・アール、2002年7月1日、186頁。ISBN 4-88283-123-6。
3. 1 2 3  「広報ゆりほんじょう No.428 令和5年 2023 1月15日 > 市内JR線駅の「乗車券類の発売」が終了します (PDF)」由利本荘市、2023年1月15日、9頁。2023年1月17日閲覧。
4. ↑  「Suicaエリア外もチケットレスで! 東北エリアから「えきねっとQチケ」がはじまります (PDF)」（プレスリリース）、東日本旅客鉄道、2024年7月11日。2024年8月11日閲覧。

### 利用状況
1. ↑  「JR東日本：各駅の乗車人員（2001年度）」東日本旅客鉄道。2025年7月18日閲覧。
2. ↑  「JR東日本：各駅の乗車人員（2002年度）」東日本旅客鉄道。2025年7月18日閲覧。
3. ↑  「JR東日本：各駅の乗車人員（2003年度）」東日本旅客鉄道。2025年7月18日閲覧。
4. ↑  「JR東日本：各駅の乗車人員（2004年度）」東日本旅客鉄道。2025年7月18日閲覧。
5. ↑  「JR東日本：各駅の乗車人員（2005年度）」東日本旅客鉄道。2025年7月18日閲覧。
6. ↑  「JR東日本：各駅の乗車人員（2006年度）」東日本旅客鉄道。2025年7月18日閲覧。
7. ↑  「JR東日本：各駅の乗車人員（2007年度）」東日本旅客鉄道。2025年7月18日閲覧。
8. ↑  「JR東日本：各駅の乗車人員（2008年度）」東日本旅客鉄道。2025年7月18日閲覧。
9. ↑  「JR東日本：各駅の乗車人員（2009年度）」東日本旅客鉄道。2025年7月18日閲覧。
10. ↑  「JR東日本：各駅の乗車人員（2010年度）」東日本旅客鉄道。2025年7月18日閲覧。
11. ↑  「JR東日本：各駅の乗車人員（2011年度）」東日本旅客鉄道。2025年7月18日閲覧。
12. ↑  「JR東日本：各駅の乗車人員（2012年度）」東日本旅客鉄道。2025年7月18日閲覧。
13. ↑  「各駅の乗車人員 2013年度 ベスト100以外（9）：JR東日本」東日本旅客鉄道。2025年7月18日閲覧。
14. ↑  「各駅の乗車人員 2014年度 ベスト100以外（9）：JR東日本」東日本旅客鉄道。2025年7月18日閲覧。
15. ↑  「各駅の乗車人員 2015年度 ベスト100以外（8）：JR東日本」東日本旅客鉄道。2025年7月18日閲覧。
16. ↑  「各駅の乗車人員 2016年度 ベスト100以外（8）：JR東日本」東日本旅客鉄道。2025年7月18日閲覧。
17. ↑  「各駅の乗車人員 2017年度 ベスト100以外（8）：JR東日本」東日本旅客鉄道。2025年7月18日閲覧。
18. ↑  「各駅の乗車人員 2018年度 ベスト100以外（8）：JR東日本」東日本旅客鉄道。2025年7月18日閲覧。
19. ↑  「各駅の乗車人員 2019年度 ベスト100以外（8）：JR東日本」東日本旅客鉄道。2025年7月18日閲覧。
20. ↑  「各駅の乗車人員 2020年度 101位以下（8）| 企業サイト：JR東日本」東日本旅客鉄道。2025年7月18日閲覧。
21. ↑  「各駅の乗車人員 2021年度 101位以下（8）| 企業サイト：JR東日本」東日本旅客鉄道。2025年7月18日閲覧。